# Isisaurus
Isisaurus ist eine Gattung sauropoder Dinosaurier aus der Gruppe der Titanosauria. Bisher ist ein einziges fragmentarisches, schädelloses Skelett bekannt, das aus der späten Oberkreide (Maastrichtium) Indiens stammt. Einzige Art ist Isisaurus colberti.
Anfangs wurde dieses Skelett 1997 als Art von Titanosaurus – Titanosaurus colberti – beschrieben. 2003 stellten Jeffrey A. Wilson und Paul Upchurch fest, dass diese Art tatsächlich einer eigenen Gattung zugeschrieben werden muss, die sie Isisaurus nannten.

## Merkmale
Isisaurus war ein mittelgroßer Sauropode. Wie alle Sauropoden war dieser Pflanzenfresser durch einen tonnenförmigen Körper und einen langen Hals und Schwanz gekennzeichnet. Isisaurus gehörte zu den fortschrittlicheren (abgeleiteteren) Titanosauria, was sich an einer Reihe gemeinsam abgeleiteter Merkmale (Synapomorphien) zeigt: So fehlten beispielsweise die für andere Sauropodengruppen typischen zusätzlichen mechanischen Verbindungselemente der Rückenwirbel, die Hyposphen-Hypantrum-Verbindungen, was die Wirbelsäule flexibler machte. Außerdem zeigte die Elle (Ulna) ein ausgeprägtes Olekranon, ein Knochensporn, der sich am oberen Ende bis über die Gelenkknorren erstreckte. Des Weiteren waren die vorderen Dornfortsätze der Schwanzwirbel relativ breit, während die Wirbelkörper der vorderen und mittleren Schwanzwirbel auf der Vorderseite stark konkav (procoel) waren.
Von anderen Titanosauria unterscheidet sich Isisaurus durch verschiedene einzigartige Merkmale (Autapomorphien) an den Wirbeln: So waren beispielsweise die Parapophysen der Schwanzwirbel in Richtung der Körperachse (anteroposterior) verlängert. Zudem waren die Chevron-Knochen in Richtung der Körperachse verkürzt.

## Systematik
Die Verwandtschaftsverhältnisse innerhalb der Titanosauria sind umstritten. Für gewöhnlich wird Isisaurus innerhalb der Lithostrotia (=Titanosauriae) eingeordnet, eine Gruppe fortschrittlicherer Titanosauria. Innerhalb der Lithostrotia wird häufig die Gruppe Saltasauridae geführt, welche sehr fortgeschrittene Titanosauria wie Saltasaurus beinhaltet. Während Wilson (2002) Isisaurus für das Schwestertaxon der Saltasauridae hält – die Gattung also außerhalb der Saltasauridae einordnet – schlägt Curry Rogers (2005) eine Einordnung innerhalb der Saltasauridae vor – als Vertreter der Opisthocoelicaudiinae.

## Paläobiologie
Forscher um Neeta Sharma (2005) entdeckten versteinerten Dung (Koprolithe), der von Isisaurus stammen könnte. Diese Koprolithe enthielten verschiedene Pilze, die über die Blätter von Bäumen in den Darmtrakt dieser Tiere gelangen. Daraus schließen die Forscher, dass Isisaurus die Kronen von Bäumen abweidete.

## Fund, Forschungsgeschichte und Namensgebung
Die Fundstelle befindet sich nahe Dongargaon Hill im Distrikt Chandrapur in Maharashtra im zentralen Indien. Die Gesteine der Fundstelle gehören zur Lameta-Formation und wurden während des Maastrichtiums, der letzten Stufe der Oberkreide, abgelagert. Das Skelett (Holotyp, Exemplarnummer ISI R335/1-65) ist assoziiert und gut erhalten, im Gegensatz zu fast allen anderen indischen Dinosaurierfunden, die meistens nur aus isoliert vorgefundenen Knochen bestehen. Es besteht aus Teilen der Wirbelsäule, dem Schultergürtel, dem Becken sowie einem Vorderbein ohne Handskelett. Schädelknochen wurden nicht gefunden.
Dieses Skelett wurde von Jain und Bandyopadhyay 1997 erstmals wissenschaftlich beschrieben, als Titanosaurus colberti. Das Skelett überlappt sich mit dem Typmaterial von Titanosaurus, das lediglich aus zwei mittleren Schwanzwirbeln besteht, was einen direkten Vergleich erlaubt. Jain und Bandyopadhyay bemerkten wichtige Unterschiede, wie beispielsweise die Form der Wirbelkörper und die Ausgeprägtheit der Ansatzstellen der Chevron-Knochen. Upchurch und Wilson (2003) bemerken jedoch, dass diese Unterschiede zu groß und die gemeinsamen Merkmale nicht ausreichend seien, um Titanosaurus colberti weiterhin als Art von Titanosaurus zu betrachten. Somit beschrieben sie das Skelett als neue Gattung – Isisaurus.
Der Name Isisaurus ehrt das Indische Statistik-Institut (Indian Statistical Institute, ISI), dessen Wissenschaftler das Skelett entdeckt und erstmals beschrieben haben. Die Endung saurus ist altgriechisch für Echse.